# مچورین
مچورین جماعت و شهرکی در جنوب غربی کشور تاجیکستان است که در ناحیهٔ واسع ولایت ختلان قرار دارد. جمعیت این جماعت ۷۷۸۷ است.